# Манолете
Мануель Лауреано Родрігес Санчес (народився 4 липня 1917 року в Кордові, помер 28 серпня 1947 року в Лінаресі), більш відомий як Манолете — був одним із найвідоміших іспанських матадорів.Народившись у бідній родині, осиротів батько у віці п'яти років, він з дитинства переживав велику бідність. Він вирішив стати матадором, оскільки для молодого іспанця це була одна з небагатьох можливостей для соціального та фінансового просування. 2 липня 1939 року він взяв участь у своєму першому офіційному виступі в якості кориди, поєднаному з церемонією надання повноважень молодим адептам кориди (так звана альтернатива). В Іспанії, де корида є частиною багатовікової традиції, Манолете здобув статус великої слави, він був постаттю, яку широко поважали і обожнювали. Також під час двох гастролей по Сполучених Штатах він завоював неабияке симпатію та захоплення глядачів. Спокійний, елегантний і серйозний за стилем, він рідко намагався догодити глядачам і майже не посміхався. Деякі вважають його найбільшим тореадором усіх часів.У серпні 1947 року в Лінаресі відбулася велика корида — в ній, крім Манолете, брали участь знамениті Гітанільо де Тріана та Домінгуїн, велика слава яких незабаром мала засяяти. У п'ятому бою за день Манолете виступив перед биком на ім'я Іслеро з селекції Міура. Цього дня це був його другий бик. Манолете вдалося вколоти меч в шию Іслеро, але останній знайшов сили для останньої атаки і вдарив матадора рогом у стегно. Тореадор був винагороджений двома бичачими вухами за свою діяльність, але незабаром виявилося, що рана була занадто серйозною. Незважаючи на кілька переливань крові, Манолете помер того ж дня. На сьогоднішній день невідомо, чи смерть настала через рани бика чи від інфекції після переливання крові. Його смерть стала шоком для тисяч шанувальників по всій Іспанії.Смерть Манолете мала ще один трагічний вимір. У жовтні 1947 року він повинен був одружитися з актрисою Лупе Сіно. Ці стосунки не прийняла його мати. Коли вмираючий тореадор лежав на смертному одрі, його наречена не мала права приєднуватися до нього.